# Альберт Маммері
Альберт Фредерік Маммері (англ. Albert Frederick Mummery; 10 вересня 1855, Дувр, Кент — 24 серпня 1895, Нанга-Парбатський масив, Пакистан) — британський альпініст і  письменник. Автор багатьох перших проходів в Альпах, переважно на масивах Монблан і Маттерхорн. Він був одним з перших альпіністів, які беруть на себе важкі альпійські підйоми, а також нові дороги, без допомоги місцевих гідів, тому він вважається попередником спортивного альпінізму. Він був першою людиною, що зробила просунуту спробу досягти восьмитисячної вершини — Нангапарбат в Гімалаях (він досяг 6100 м над рівнем моря). Загинув в результаті сходу снігової лавини.
Автор класичної книги «Мої підйоми в Альпах і на Кавказі» (Лондон 1895).